# Payback 2
Payback 2 es un videojuego de acción multijugador en línea para dispositivos móviles de 2012 desarrollado y publicado por Apex Designs. Es la secuela de Payback del 2001, fue lanzado el 4 de octubre de 2012 para iOS, después de algunas actualizaciones, en 2013 se volvió completamente gratuito, y el 10 de octubre de 2014 fue lanzado para Android  bajo el título Payback 2 - The Battle Sandbox.

## Jugabilidad
Payback 2 cuenta con un modo "historia" para un solo jugador que consta de 5 capítulos los cuales son los siguientes: Listo o No, Gansters con Mono, A por el Oro, Control Remoto, Cazado por la Poli y Nacido para Correr. El objetivo principal de cada capítulo es que el jugador complete misiones para obtener suficiente dinero para completar el capítulo y desbloquear el siguiente. El jugador recibe una misión después de contestar un teléfono público que suena, donde recibe instrucciones del "jefe" a través de un cómplice. Las instrucciones de la misión incluyen varios actos delictivos como asesinato, robo o carreras. El jugador también puede obtener dinero de actividades como destruir vehículos, matar peatones y entregar ciertas cosas. Después de cometer crímenes, el jugador tiene que evitar ser arrestado o asesinado por la policía, el SWAT o el ejército.
El modo campaña de Payback 2 consta de varios "episodios", cada episodio contiene varios tipos de eventos individuales o en equipo jugados contra o con los personajes de la IA . Algunos de estos eventos incluyen los siguientes modos de juego: 
- Caos: el objetivo es matar a la mayor cantidad de oponentes
- Guerra de Bandas: Básicamente, es el modo Caos pero con dos equipos, el objetivo es matar a la mayor cantidad de oponentes del equipo rival
- A por el Botín: Este modo es una parodia del juego al aire libre Captura la bandera, el objetivo es atacar a la base rival para robar un maletín y llevarlo hacia nuestra zona para ganar puntos
- Conquistar: donde el jugador o la banda debe reclamar partes del mapa
- Rey del Hampa: Es similar a Conquistar; el objetivo es dirigirse a una zona marcada en el mapa y quedarse ahí para conseguir puntos mientras evitas que los rivales entren a la zona
- Carrera: Donde el jugador compite contra los personajes de la IA en varios vehículos alrededor de varias pistas en los diferentes mapas con mínimo 2 vueltas que se deben completar
- Sprint: Prácticamente el modo Carrera, pero solo es una vuelta y las pistas son más cortas
- Knockout: como el modo Carrera, pero el jugador en último lugar es eliminado en un intervalo.

El modo multijugador de Payback 2  permite a los jugadores crear y configurar servidores multijugador de los modos de juego mencionados anteriormente, que se alojan en uno de los cuatro servidores de juego (Europa, EE.UU., Asia y Japón) propietarios de su elección. Una vez finalizada la primera ronda, los jugadores pueden votar entre dos configuraciones generadas aleatoriamente para el siguiente ronda. Las partidas multijugador privadas se crean de la misma manera, y el creador puede compartir el "código corto" de cuatro caracteres, necesario para unirse, con quien quiera jugar. Al finalizar una partida pública o privada, los jugadores ganan una cantidad de experiencia (XP) dependiendo de su resultado. Entre mas alto sea el XP del jugador su rango dentro del juego sera mucho mayor.
La música utilizada en la escena de inicio de Payback 2 es "Requiem Mass in D minor - Lacrimosa dies illa" de Wolfgang Amadeus Mozart . El jugador puede escuchar la música y audios que tenga guardados en su dispositivo dentro del juego activando la opción Música

## Desarrollo
EL primer Payback se centró en el modo de juego para un solo jugador, sin embargo, al desarrollar Payback 2, James Daniels, programador principal de Apex Designs, decidió poner más énfasis en el modo de juego multijugador.  En mayo de 2015, Apex Designs lanzó una actualización que mejoró drásticamente el aspecto visual del juego. Las texturas originales, que habian sido utilizadas desde el Payback original, fueron reemplazadas por versiones remasterizadas y mas realistas, la mecánica de iluminación también se mejoró significativamente. En diciembre de 2016, Payback 2 recibió otra actualización importante, agregando un sistema de física para los vehículos rígida más realista y adecuada, gravedad mejorada, modelos de vehículos mejorados o modificados para verse mejor detallados, los modelos de personajes también fueron mejorados.

## Recepción
Tras el lanzamiento inicial de Payback 2, TouchArcade lo elogió por ser un " clon de Grand Theft Auto" competente, pero criticó su falta de una buena historia. Slide2Play criticaría levemente el juego, alegando lo siguiente: " ... Todavía tiene problemas con su diseño básico. Ganar una carrera es literalmente tan fácil como avanzar... es difícil apuntar a los (jugadores) malos en las misiones de disparar a pie del juego... Los disparos también se dificultan por el hecho de que todos los que aparecen en la pantalla son pequeños y parecen mimetizarse con los entornos aburridos"''. Varios jugadores y críticos también señalaron que tenían problemas para conectarse a servidores o encontrar personas con las que jugar en línea.
En general, las reseñas y opiniones sobre Payback 2 fueron en gran parte muy positivas, aunque se criticaban ciertos aspectos que en la actualidad ya no son una gran molestia  debido a la llegada de actualizaciones y mejoras al juego.